# Mycena polygramma
Mycena polygramma es una especie de hongo basidiomicetos de la familia Mycenaceae, no comestibles.

## Características
De color pálido, gris y marrón, la forma del sombrero (píleo) es cónico, de hasta 45 milímetros de ancho, las branquias son de color rosado. Se encuentran en pequeños grupos en tacones y ramas de hoja caduca de árboles y coníferas.
Este hongo se encuentra en Asia, Europa y América del Norte, donde se encuentra típicamente en las ramas o entre la madera enterrada, el desempeño de su función en el ecosistema forestal por descomposición de materia orgánica, reciclaje de nutrientes y en la formación de humus.
Mycena polygramma, contiene dos infrecuente hidroxi ácidos grasos y es un hongo bioluminiscente, cuya intensidad de emisión de luz sigue un patrón diurno.
En primer lugar se llamó Agaricus polygrammus por micólogo francés Jean Bulliard en 1789, fue transferido al género Mycena en 1821 por Samuel Frederick Gray.